# Relations entre la Lituanie et l'Union européenne
Les relations entre la Lituanie et l'Union européenne sont des relations verticales impliquant l'organisation supranationale et un de ses États membres.

## Historique
La Lituanie signe un traité d'adhésion à Athènes le 16 avril 2003 et intègre l'Union européenne en 1er mai 2004.
Le 1er janvier 2015, le pays rejoint la zone euro.
La Lituanie assure sa première présidence du Conseil de l'Union européenne lors du second semestre 2013.

## Sources

## Compléments